# 小杉榲邨
小杉 榲邨（こすぎ すぎむら、天保5年12月30日（1835年1月28日） - 明治43年（1910年）3月29日）は、国学者。阿波国（現徳島県）出身。

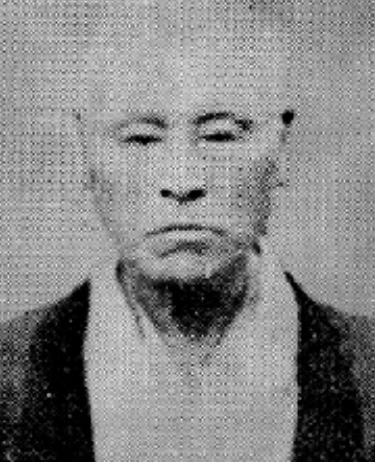
小杉榲邨

## 経歴
徳島藩の陪臣（蜂須賀家中老西尾志摩の家臣）小杉明真の子として生まれる。通称は五郎、号は杉園（さんえん）。藩校で漢学経史を学び、古典の研究に専念し、本居内遠の門人である池辺真榛に師事。安政元年（1854年）、江戸に出て、村田春野、小中村清矩と交わった。文久ころ、勤王論を唱えて幽閉された。明治2年（1869年）、藩から地誌の編集、典籍の講義を命じられた。
廃藩ののち、名東県に出任した。明治7年（1874年）、教部省に出仕し、明治10年（1877年）に文部省で修史館掌記として『古事類苑』の編集に従った。
明治15年（1882年）、東京大学古典講習科で国文を講じ、さらに文科大学講師、その間、帝室博物館監査掛評議員として古社寺の建築、国宝の調査に従事した。
明治32年（1899年）、東京美術学校教授、御歌所参候を兼ねた。
明治34年（1901年）、文学博士。「徴古雑抄」の著がある。
明治40年（1907年）、『源氏物語』の写本のひとつである大沢本を鑑定した（「鑑定筆記」）。
明治43年（1910年）、食道癌のため死去。墓所は青山霊園(1ロ10-6)。